# 金鈴汽車
金鈴汽車股份有限公司（英語：Taiwan Suzuki Automobile Corp.）是臺灣一家汽車進口銷售公司，母公司乃日本鈴木公司。

## 沿革與概要
1998年11月11日，金鈴汽車在桃園縣中壢市中壢工業區中園路190號成立，原本由鈴木公司及太子汽車許勝發共同出資成立。兩家公司的淵源回溯至太子汽車結束與裕隆汽車的經銷合作之後，1989年與鈴木公司技術合作，陸續生產出鈴木Escudo、鈴木Cultus、Vitara、鈴木Grand Vitara等車款。2004年太子汽車生產的鈴木Solio更以超過3萬輛的年銷售量穩居臺灣車壇小型車級距之龍頭。
2007年，太子汽車轉投資的萬泰商業銀行受現金卡風暴及泡沫經濟影響，背負龐大的呆帳，連帶影響到太子汽車的財務狀況。2009年太子汽車改與中國大陸的奇瑞汽車合作，欲在臺生產並銷售之，導致鈴木公司不再供應引擎等零組件給太子汽車，太子汽車僅能販售鈴木進口車款。2011年12月28日，鈴木公司決定買回太子汽車持有的金鈴汽車20％股權；自此，金鈴汽車成為純僑/外資公司，納入鈴木公司麾下，董事長為宮崎準一，董事則有瀨崎真悟、鈴木俊宏等人。值得注意的是，太子汽車總經理許顯榮仍以「金來國際實業股份有限公司」為法人代表，持有金鈴汽車2百萬股份。
由於無人代工組裝，2012年起金鈴汽車改成以進口方式引進鈴木的車款，並由各地新建立的經銷商承接後續維修保養之業務。

## 爭議及品質問題
2020年4月起，台灣販售之Suzuki Vitara車輛由車主陸續發現車門框上緣膠條接縫處，普遍容易有生鏽的現象，進而發現部份進口車輛於交車前就已有生鏽情況，自此總公司並未公開說明此點瑕疵問題，而台灣地區車主僅能各自回廠接受服務廠各別處理，但由於處理方式各地皆不相同，後續衍生處置不當、補漆不良、飛漆汙染、膠條斷裂、二次生鏽等大小問題，造成許多車主不滿，消費者集體向媒體投書，並依照消費者保護法投訴，要求統一作業流程並調查此品質不良問題的原因，至2020年8月16日止，仍未有明確結果，金鈴汽車仍未主動對外說明。
2020年9月及10月間，車主透過消保會與金鈴公司進行調解，金鈴代表表示依照合約保證之書面保固內容，僅能提供三年十萬公里內之限期保證，但過保後或處理完畢為採「善意處理」，請車主有無過保或處理完一段時間重複發生仍請回原廠，原廠會依「善意處理」原則進行處理，至於「善意處理」及「有效保證」到底多久，無法以進行明確時間的承諾。
截至2020年10月13日止，此狀況仍未全面獲得改善。
2021年後生產已無此狀況發生

## 內部連結
- 鈴木公司
- 太子汽車

## 外部連結
- 金鈴汽車官方網站 （页面存档备份，存于）
- 金鈴汽車的Facebook專頁

1. ↑  參看U-Car車壇新聞：Solio狂掃市場，Suzuki列名第六大，太子汽車乘勝追擊 （页面存档备份，存于）。
2. ↑  工商時報：太子、鈴木汽車分道揚鑣 （页面存档备份，存于）。